# Точка присутності
То́чка прису́тності (англ. Point of presence) — місце розташування устаткування оператора зв'язку (провайдера), до якого можливо підключення клієнтів.
Звичайно це вузол зв'язку або дата-центр, можливо, окрема одиниця комунікаційного устаткування винесена ближче до місця концентрації потенційних клієнтів, наприклад, в офісну споруду.
Цей термін застосовується при плануванні мереж передачі даних, при розрахунку їх вартості. Звичайно постачальник, що надає послуги з підключення до мережі або передачі даних, указує вартість своїх послуг саме в точці присутності. Для визначення ж повної вартості слід врахувати побудову (орендувати) і експлуатацію каналу зв'язку від точки присутності до обладнання клієнта (так званої останньої милі). Тому при плануванні мереж територіальне розташування точок присутності різних постачальників має не менше значення, ніж вартість і технічні характеристики їх послуг.